# گمینا نووا ویش ویلکا
گمینا نووا ویش ویلکا (به لهستانی:  Gmina Nowa Wieś Wielka) یک گمینا در لهستان است که در شهرستان بیدگوشچ واقع شده‌است. گمینا نووا ویش ویلکا ۱۴۸٫۴۷ کیلومتر مربع مساحت و ۸٬۱۷۶ نفر جمعیت دارد.